# Marquise (voile)
Pour les articles homonymes, voir Marquise.

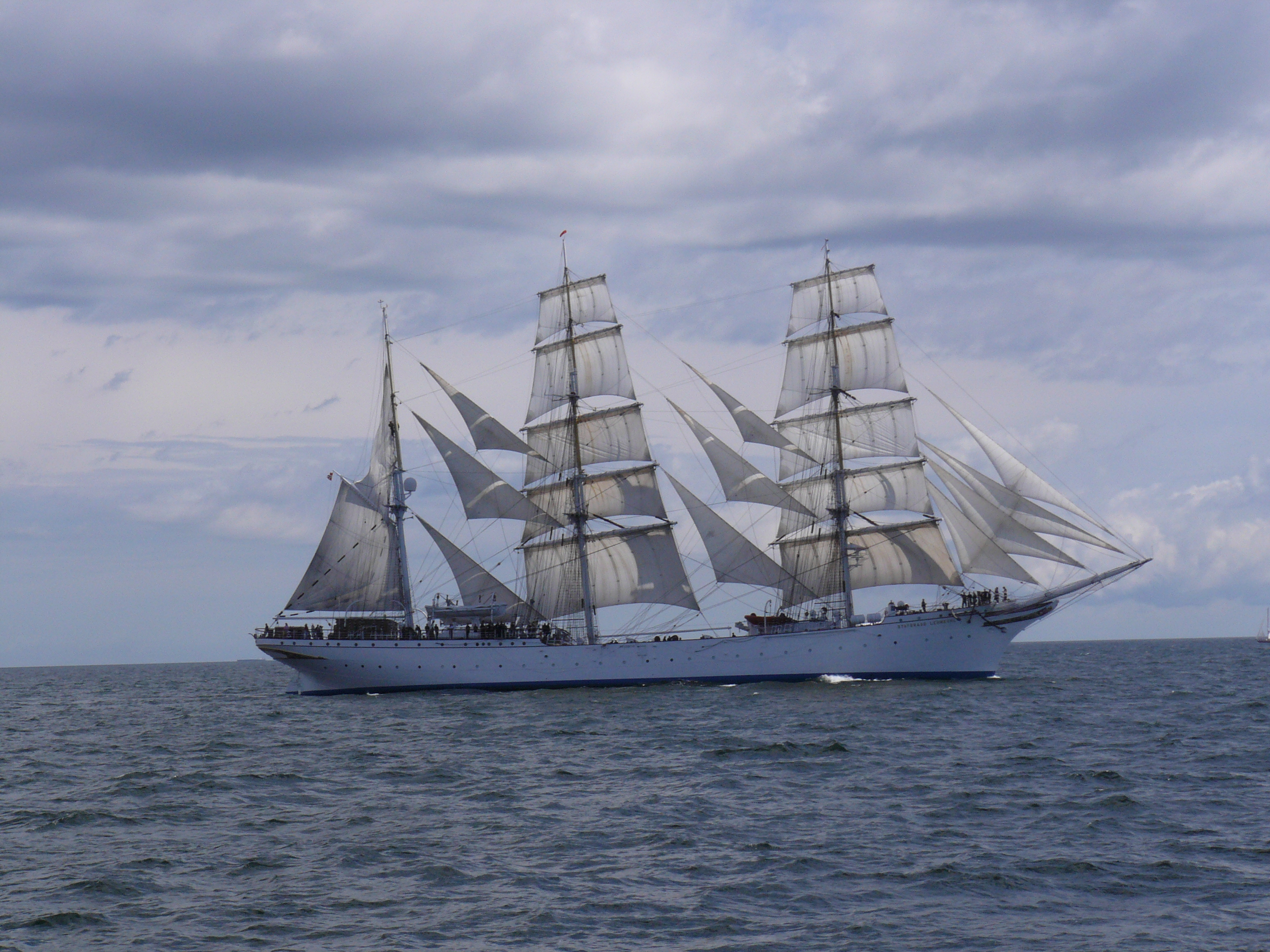
La marquise du Christian Radich est la deuxième voile d'étai entre les mâts arrieres du navire (voile du centre).

La marquise (mizzen top staysail en anglais) ou voile d'étai de perroquet de fougue, est une voile d'étai arrière d'un grand voilier (trois-mâts et plus).
Elle est située au-dessus du foc d'artimon, et au-dessous du diablotin,, entre le grand-mât et le mât d'artimon sur un trois-mâts.